# STCC 2021
La stagione 2021 dell'STCC TCR Scandinavia Touring Car Championship è la dodicesima edizione del campionato, la quinta dopo l'adozione delle specifiche TCR. È iniziata il 5 giugno a Ljungbyheds ed è terminata il 9 ottobre al Ring Knutstorp. Robert Dahlgren, su CUPRA Leon Competición TCR, si è aggiudicato il suo terzo titolo piloti in carriera, mentre la sua scuderia, la PWR Racing, si è aggiudicata il titolo scuderie. Oliver Söderström, su Volkswagen Golf GTI TCR, si è aggiudicato il titolo piloti junior e Mattias Andersson, su Lynk & Co 03 TCR, si è aggiudicato il titolo piloti privati.

## Scuderie e piloti
| Scuderia                                    | Vettura                    | #  | Pilota                    | Gare |
| ------------------------------------------- | -------------------------- | -- | ------------------------- | ---- |
| CUPRA Dealer Team - PWR Racing              | CUPRA Leon Competición TCR | 2  | Robert Dahlgren           | 1-6  |
| CUPRA Dealer Team - PWR Racing              | CUPRA Leon Competición TCR | 19 | Mikaela Åhlin-Kottulinsky | 1-6  |
| Lestrup Racing Team by Volkswagen Stockholm | Volkswagen Golf GTI TCR    | 7  | Oliver Söderström         | 1-6  |
| Lestrup Racing Team                         | Volkswagen Golf GTI TCR    | 32 | Robin Knutsson            | 1-6  |
| Lestrup Racing Team                         | Volkswagen Golf GTI TCR    | 48 | Mikael Karlsson           | 1-6  |
| Brink Motorsport                            | Audi RS3 LMS TCR           | 9  | Kevin Engman              | 3    |
| Brink Motorsport                            | Audi RS3 LMS TCR           | 26 | Jessica Bäckman           | 4    |
| Brink Motorsport                            | Audi RS3 LMS TCR           | 29 | Andreas Bäckman           | 5    |
| Brink Motorsport                            | Audi RS3 LMS TCR           | 51 | Hannes Morin              | 1-2  |
| Brink Motorsport                            | Audi RS3 LMS TCR           | 71 | Tobias Brink              | 1-6  |
| Brink Motorsport                            | Audi RS3 LMS TCR           | 91 | Magnus Gustavsen          | 6    |
| MA:GP                                       | Lynk & Co 03 TCR           | 20 | Mattias Andersson         | 1-6  |
| Kågered Racing                              | Volkswagen Golf GTI TCR    | 21 | Andreas Ahlberg           | 1-6  |
| Kågered Racing                              | Volkswagen Golf GTI TCR    | 69 | Hugo Nerman               | 1-6  |
| Experion Racing                             | Hyundai i30 N TCR          | 22 | Albin Wärnelöv            | 1-6  |
| FH Racing                                   | CUPRA TCR                  | 33 | Rasmus Hedberg            | 1-6  |
| Brovallen Design                            | Audi RS3 LMS TCR           | 70 | Isac Aronsson             | 1-6  |

## Calendario
| Gara | Gara | Circuito               | Data        | Supporto |
| ---- | ---- | ---------------------- | ----------- | --- |
| 1    | G1   | Ljungbyheds motorbana  | 5 giugno    | Pro Superbike V8 Thundercars Radical Cup Scandinavia Legends Cup                                                                                      |
| 1    | G2   | Ljungbyheds motorbana  | 5 giugno    | Pro Superbike V8 Thundercars Radical Cup Scandinavia Legends Cup                                                                                      |
| 1    | G3   | Ljungbyheds motorbana  | 5 giugno    | Pro Superbike V8 Thundercars Radical Cup Scandinavia Legends Cup                                                                                      |
| 2    | G4   | Drivecenter Arena      | 19 giugno   | GT4 Scandinavia Formula Nordic V8 Thundercars Radical Cup Scandinavia Legends Cup                                                                     |
| 2    | G5   | Drivecenter Arena      | 19 giugno   | GT4 Scandinavia Formula Nordic V8 Thundercars Radical Cup Scandinavia Legends Cup                                                                     |
| 2    | G6   | Drivecenter Arena      | 19 giugno   | GT4 Scandinavia Formula Nordic V8 Thundercars Radical Cup Scandinavia Legends Cup                                                                     |
| 3    | G7   | Karlskoga Motorstadion | 22 agosto   | Porsche Carrera Cup Scandinavia GT4 Scandinavia Formula Nordic Pro Superbike V8 Thundercars Radical Cup Scandinavia Legends Cup Ginetta GT5 Challenge |
| 3    | G8   | Karlskoga Motorstadion | 22 agosto   | Porsche Carrera Cup Scandinavia GT4 Scandinavia Formula Nordic Pro Superbike V8 Thundercars Radical Cup Scandinavia Legends Cup Ginetta GT5 Challenge |
| 3    | G9   | Karlskoga Motorstadion | 22 agosto   | Porsche Carrera Cup Scandinavia GT4 Scandinavia Formula Nordic Pro Superbike V8 Thundercars Radical Cup Scandinavia Legends Cup Ginetta GT5 Challenge |
| 4    | G10  | Circuito di Anderstorp | 5 settembre | GT4 Scandinavia Formula Nordic V8 Thundercars Radical Cup Scandinavia Ginetta GT5 Challenge                                                           |
| 4    | G11  | Circuito di Anderstorp | 5 settembre | GT4 Scandinavia Formula Nordic V8 Thundercars Radical Cup Scandinavia Ginetta GT5 Challenge                                                           |
| 4    | G12  | Circuito di Anderstorp | 5 settembre | GT4 Scandinavia Formula Nordic V8 Thundercars Radical Cup Scandinavia Ginetta GT5 Challenge                                                           |
| 5    | G13  | Mantorp Park           | 3 ottobre   | Porsche Carrera Cup Scandinavia GT4 Scandinavia Formula Nordic V8 Thundercars Radical Cup Scandinavia Ginetta GT5 Challenge Porsche Sprint Challenge  |
| 5    | G14  | Mantorp Park           | 3 ottobre   | Porsche Carrera Cup Scandinavia GT4 Scandinavia Formula Nordic V8 Thundercars Radical Cup Scandinavia Ginetta GT5 Challenge Porsche Sprint Challenge  |
| 5    | G15  | Mantorp Park           | 3 ottobre   | Porsche Carrera Cup Scandinavia GT4 Scandinavia Formula Nordic V8 Thundercars Radical Cup Scandinavia Ginetta GT5 Challenge Porsche Sprint Challenge  |
| 6    | G16  | Ring Knutstorp         | 9 ottobre   | Formula Nordic V8 Thundercars Radical Cup Scandinavia                                                                                                 |
| 6    | G17  | Ring Knutstorp         | 9 ottobre   | Formula Nordic V8 Thundercars Radical Cup Scandinavia                                                                                                 |
| 6    | G18  | Ring Knutstorp         | 9 ottobre   | Formula Nordic V8 Thundercars Radical Cup Scandinavia                                                                                                 |

## Risultati e classifiche

### Gare
| Gara | Circuito       | Pole position   | Giro veloce               | Pilota vincitore          | Scuderia vincitrice            |
| ---- | -------------- | --------------- | ------------------------- | ------------------------- | ------------------------------ |
| 1    | Ljungbyheds    | Robert Dahlgren | Hugo Nerman               | Robert Dahlgren           | CUPRA Dealer Team - PWR Racing |
| 2    | Ljungbyheds    | Robert Dahlgren | Robert Dahlgren           | Robert Dahlgren           | CUPRA Dealer Team - PWR Racing |
| 3    | Ljungbyheds    |                 | Hugo Nerman               | Mattias Andersson         | MA:GP                          |
| 4    | Skellefteå     | Robert Dahlgren | Robert Dahlgren           | Robert Dahlgren           | CUPRA Dealer Team - PWR Racing |
| 5    | Skellefteå     | Robert Dahlgren | Oliver Söderström         | Robert Dahlgren           | CUPRA Dealer Team - PWR Racing |
| 6    | Skellefteå     |                 | Robert Dahlgren           | Tobias Brink              | Brink Motorsport               |
| 7    | Gelleråsen     | Robert Dahlgren | Robert Dahlgren           | Robert Dahlgren           | CUPRA Dealer Team - PWR Racing |
| 8    | Gelleråsen     | Robert Dahlgren | Robert Dahlgren           | Robert Dahlgren           | CUPRA Dealer Team - PWR Racing |
| 9    | Gelleråsen     |                 | Oliver Söderström         | Kevin Engman              | Brink Motorsport               |
| 10   | Anderstorp     | Robert Dahlgren | Robert Dahlgren           | Robert Dahlgren           | CUPRA Dealer Team - PWR Racing |
| 11   | Anderstorp     | Robert Dahlgren | Hugo Nerman               | Robert Dahlgren           | CUPRA Dealer Team - PWR Racing |
| 12   | Anderstorp     |                 | Robin Knutsson            | Robin Knutsson            | Lestrup Racing Team            |
| 13   | Mantorp Park   | Robert Dahlgren | Robert Dahlgren           | Robert Dahlgren           | CUPRA Dealer Team - PWR Racing |
| 14   | Mantorp Park   | Andreas Bäckman | Mikaela Åhlin-Kottulinsky | Robert Dahlgren           | CUPRA Dealer Team - PWR Racing |
| 15   | Mantorp Park   |                 | Mikaela Åhlin-Kottulinsky | Mikaela Åhlin-Kottulinsky | CUPRA Dealer Team - PWR Racing |
| 16   | Ring Knutstorp | Robert Dahlgren | Robert Dahlgren           | Mikaela Åhlin-Kottulinsky | CUPRA Dealer Team - PWR Racing |
| 17   | Ring Knutstorp | Robert Dahlgren | Robert Dahlgren           | Robert Dahlgren           | CUPRA Dealer Team - PWR Racing |
| 18   | Ring Knutstorp |                 | Mikael Karlsson           | Mikael Karlsson           | Lestrup Racing Team            |

### Classifiche

#### Classifica piloti
| Pos. | Pilota                    | LJU | LJU | LJU | DRI | DRI | DRI | GEL | GEL | GEL | AND | AND | AND | KNU | KNU | KNU | MAN | MAN | MAN | Punti |
| ---- | ------------------------- | --- | --- | --- | --- | --- | --- | --- | --- | --- | --- | --- | --- | --- | --- | --- | --- | --- | --- | ----- |
| 1    | Robert Dahlgren           | 1   | 1   | 3   | 1   | 1   | 2   | 1   | 1   | 5   | 1   | 1   | 4   | 1   | 1   | 2   | 2   | 1   | 5   | 350   |
| 2    | Mikaela Åhlin-Kottulinsky | 2   | 3   | Rit | 5   | 2   | 6   | 2   | 2   | 3   | 2   | 2   | 9   | 6   | 5   | 1   | 1   | 2   | 9   | 259   |
| 3    | Tobias Brink              | 4   | 2   | 7   | 6   | 6   | 1   | 7   | 8   | 2   | 6   | 4   | 5   | 3   | 4   | 3   | 3   | 3   | 2   | 252   |
| 4    | Oliver Söderström         | 3   | 4   | 4   | NC  | 4   | 5   | 9   | 3   | 8   | 3   | 3   | 6   | 5   | 2   | 4   | 4   | 6   | 6   | 220   |
| 5    | Mattias Andersson         | 6   | 6   | 1   | 3   | 3   | 9   | 12† | 4   | 7   | 8   | 6   | 7   | 2   | 3   | Rit | 5   | 4   | 7   | 202   |
| 6    | Hugo Nerman               | 12  | 8   | 2   | 11  | 13  | 7   | 3   | 6   | 4   | 4   | 5   | 3   | 9   | 6   | NP  | 6   | 5   | 3   | 179   |
| 7    | Mikael Karlsson           | 7   | 5   | 8   | 4   | 7   | 11  | 4   | 5   | 11  | 7   | 11  | 12  | 4   | 11  | 8   | 7   | 7   | 1   | 171   |
| 8    | Andreas Ahlberg           | 5   | 7   | 9   | 2   | 8   | 4   | 6   | 9   | 9   | 9   | 13  | 8   | 8   | 10  | 7   | 8   | 10  | 10  | 150   |
| 9    | Robin Knutsson            | 9   | 9   | Rit | 10  | 9   | 10  | 5   | 10  | 6   | 5   | 8   | 1   | 7   | 7   | 6   | 9   | 9   | 8   | 149   |
| 10   | Isac Aronsson             | 8   | 10  | 6   | 8   | 10  | 12† | 13  | 13  | 12  | 11  | 9   | 11  | 13  | 8   | 11  | 11  | 11  | 12  | 99    |
| 11   | Albin Wärnelöv            | 11  | Rit | NP  | 9   | 11  | 8   | 10  | 11  | 10  | 10  | 12  | 10  | 12  | 9   | 9   | 12  | 12  | 11  | 89    |
| 12   | Rasmus Hedberg            | 10  | 12  | 5   | Rit | 12  | SQ  | 11  | 12  | 13  | 12  | 10  | 13  | 11  | 12  | 10  | 13  | 13  | 13  | 74    |
| 13   | Hannes Morin              | Rit | 11  | Rit | 7   | 5   | 3   |     |     |     |     |     |     |     |     |     |     |     |     | 41    |
| 14   | Kevin Engman              |     |     |     |     |     |     | 8   | 7   | 1   |     |     |     |     |     |     |     |     |     | 37    |
| 15   | Jessica Bäckman           |     |     |     |     |     |     |     |     |     | 13† | 7   | 2   |     |     |     |     |     |     | 29    |
| 16   | Magnus Gustavsen          |     |     |     |     |     |     |     |     |     |     |     |     |     |     |     | 10  | 8   | 4   | 27    |
| 17   | Andreas Bäckman           |     |     |     |     |     |     |     |     |     |     |     |     | 10  | Rit | 5   |     |     |     | 22    |
| Pos. | Pilota                    | LJU | LJU | LJU | DRI | DRI | DRI | GEL | GEL | GEL | AND | AND | AND | KNU | KNU | KNU | MAN | MAN | MAN | Punti |

| Colore  | Risultato             |
| ------- | --------------------- |
| Oro     | Vincitore             |
| Argento | 2º posto              |
| Bronzo  | 3º posto              |
| Verde   | Finito a punti        |
| Blu     | Finito senza punti    |
| Viola   | Ritirato (Rit)        |
| Viola   | Non classificato (NC) |
| Rosso   | Non qualificato (NQ)  |
| Nero    | Squalificato (SQ)     |
| Bianco  | Non partito (NP)      |
| Bianco  | Non ha gareggiato     |
| Bianco  | Infortunato (INF)     |
| Bianco  | Escluso (ES)          |
| Bianco  | Gara cancellata (C)   |

#### Classifica scuderie
| Pos. | Scuderia                                    | LJU | LJU | LJU | DRI | DRI | DRI | GEL | GEL | GEL | AND | AND | AND | KNU | KNU | KNU | MAN | MAN | MAN | Punti |
| ---- | ------------------------------------------- | --- | --- | --- | --- | --- | --- | --- | --- | --- | --- | --- | --- | --- | --- | --- | --- | --- | --- | ----- |
| 1    | CUPRA Dealer Team - PWR Racing              | 1   | 1   | 3   | 1   | 1   | 2   | 1   | 1   | 3   | 1   | 1   | 4   | 1   | 1   | 1   | 1   | 1   | 5   | 609   |
| 1    | CUPRA Dealer Team - PWR Racing              | 2   | 3   | Rit | 5   | 2   | 6   | 2   | 2   | 5   | 2   | 2   | 9   | 6   | 5   | 2   | 2   | 2   | 9   | 609   |
| 2    | Lestrup Racing Team by Volkswagen Stockholm | 3   | 4   | 4   | 4   | 4   | 5   | 4   | 3   | 6   | 3   | 3   | 1   | 4   | 2   | 4   | 4   | 6   | 1   | 433   |
| 2    | Lestrup Racing Team by Volkswagen Stockholm | 7   | 5   | 8   | 10  | 7   | 10  | 5   | 5   | 8   | 5   | 8   | 6   | 5   | 7   | 6   | 7   | 7   | 6   | 433   |
| 3    | Brink Motorsport                            | 4   | 2   | 7   | 6   | 6   | 1   | 7   | 7   | 1   | 6   | 4   | 2   | 3   | 4   | 3   | 3   | 3   | 2   | 404   |
| 3    | Brink Motorsport                            | Rit | 11  | Rit | 7   | 5   | 3   | 8   | 8   | 2   | 13† | 7   | 5   | 10  | Rit | 5   | 10  | 8   | 4   | 404   |
| 4    | Kågered Racing                              | 5   | 7   | 2   | 2   | 8   | 4   | 3   | 6   | 4   | 4   | 5   | 3   | 8   | 6   | 7   | 6   | 5   | 3   | 331   |
| 4    | Kågered Racing                              | 12  | 8   | 9   | 11  | 13  | 7   | 6   | 9   | 9   | 9   | 13  | 8   | 9   | 10  | NP  | 8   | 10  | 10  | 331   |
| 5    | MA:GP                                       | 6   | 6   | 1   | 3   | 3   | 9   | 12† | 4   | 7   | 8   | 6   | 7   | 2   | 3   | Rit | 5   | 4   | 7   | 202   |
| 6    | Brovallen Design                            | 8   | 10  | 6   | 8   | 10  | 12† | 13  | 13  | 12  | 11  | 9   | 11  | 13  | 8   | 11  | 11  | 11  | 12  | 99    |
| 7    | Experion Racing                             | 11  | Rit | NP  | 9   | 11  | 8   | 10  | 11  | 10  | 10  | 12  | 10  | 12  | 9   | 9   | 12  | 12  | 11  | 89    |
| 8    | FH Racing                                   | 10  | 12  | 5   | Rit | 12  | SQ  | 11  | 12  | 13  | 12  | 10  | 13  | 11  | 12  | 10  | 13  | 13  | 13  | 74    |
| Pos. | Scuderia                                    | LJU | LJU | LJU | DRI | DRI | DRI | GEL | GEL | GEL | AND | AND | AND | KNU | KNU | KNU | MAN | MAN | MAN | Punti |

| Colore  | Risultato             |
| ------- | --------------------- |
| Oro     | Vincitore             |
| Argento | 2º posto              |
| Bronzo  | 3º posto              |
| Verde   | Finito a punti        |
| Blu     | Finito senza punti    |
| Viola   | Ritirato (Rit)        |
| Viola   | Non classificato (NC) |
| Rosso   | Non qualificato (NQ)  |
| Nero    | Squalificato (SQ)     |
| Bianco  | Non partito (NP)      |
| Bianco  | Non ha gareggiato     |
| Bianco  | Infortunato (INF)     |
| Bianco  | Escluso (ES)          |
| Bianco  | Gara cancellata (C)   |

#### Classifica piloti junior
| Pos. | Pilota            | LJU | LJU | LJU | DRI | DRI | DRI | GEL | GEL | GEL | AND | AND | AND | KNU | KNU | KNU | MAN | MAN | MAN | Punti |
| ---- | ----------------- | --- | --- | --- | --- | --- | --- | --- | --- | --- | --- | --- | --- | --- | --- | --- | --- | --- | --- | ----- |
| 1    | Oliver Söderström | 3   | 4   | 4   | NC  | 4   | 5   | 9   | 3   | 8   | 3   | 3   | 6   | 5   | 2   | 4   | 4   | 6   | 6   | 313   |
| 2    | Hugo Nerman       | 12  | 8   | 2   | 11  | 13  | 7   | 3   | 6   | 4   | 4   | 5   | 3   | 9   | 6   | NP  | 6   | 5   | 3   | 283   |
| 3    | Robin Knutsson    | 9   | 9   | Rit | 10  | 9   | 10  | 5   | 10  | 6   | 5   | 8   | 1   | 7   | 7   | 6   | 9   | 9   | 8   | 266   |
| 4    | Isac Aronsson     | 8   | 10  | 6   | 8   | 10  | 12† | 13  | 13  | 12  | 11  | 9   | 11  | 13  | 8   | 11  | 11  | 11  | 12  | 234   |
| 5    | Rasmus Hedberg    | 10  | 12  | 5   | Rit | 12  | SQ  | 11  | 12  | 13  | 12  | 10  | 13  | 11  | 12  | 10  | 13  | 13  | 13  | 191   |
| 6    | Hannes Morin      | Rit | 11  | Rit | 7   | 5   | 3   |     |     |     |     |     |     |     |     |     |     |     |     | 68    |
| Pos. | Pilota            | LJU | LJU | LJU | DRI | DRI | DRI | GEL | GEL | GEL | AND | AND | AND | KNU | KNU | KNU | MAN | MAN | MAN | Punti |

| Colore  | Risultato             |
| ------- | --------------------- |
| Oro     | Vincitore             |
| Argento | 2º posto              |
| Bronzo  | 3º posto              |
| Verde   | Finito a punti        |
| Blu     | Finito senza punti    |
| Viola   | Ritirato (Rit)        |
| Viola   | Non classificato (NC) |
| Rosso   | Non qualificato (NQ)  |
| Nero    | Squalificato (SQ)     |
| Bianco  | Non partito (NP)      |
| Bianco  | Non ha gareggiato     |
| Bianco  | Infortunato (INF)     |
| Bianco  | Escluso (ES)          |
| Bianco  | Gara cancellata (C)   |

#### Classifica piloti privati
| Pos. | Pilota            | LJU | LJU | LJU | DRI | DRI | DRI | GEL | GEL | GEL | AND | AND | AND | KNU | KNU | KNU | MAN | MAN | MAN | Punti |
| ---- | ----------------- | --- | --- | --- | --- | --- | --- | --- | --- | --- | --- | --- | --- | --- | --- | --- | --- | --- | --- | ----- |
| 1    | Mattias Andersson | 6   | 6   | 1   | 3   | 3   | 9   | 12† | 4   | 7   | 8   | 6   | 7   | 2   | 3   | Rit | 5   | 4   | 7   | 202   |
| 2    | Isac Aronsson     | 8   | 10  | 6   | 8   | 10  | 12† | 13  | 13  | 12  | 11  | 9   | 11  | 13  | 8   | 11  | 11  | 11  | 12  | 99    |
| 3    | Albin Wärnelöv    | 11  | Rit | NP  | 9   | 11  | 8   | 10  | 11  | 10  | 10  | 12  | 10  | 12  | 9   | 9   | 12  | 12  | 11  | 89    |
| 4    | Rasmus Hedberg    | 10  | 12  | 5   | Rit | 12  | SQ  | 11  | 12  | 13  | 12  | 10  | 13  | 11  | 12  | 10  | 13  | 13  | 13  | 74    |
| Pos. | Pilota            | LJU | LJU | LJU | DRI | DRI | DRI | GEL | GEL | GEL | AND | AND | AND | KNU | KNU | KNU | MAN | MAN | MAN | Punti |

| Colore  | Risultato             |
| ------- | --------------------- |
| Oro     | Vincitore             |
| Argento | 2º posto              |
| Bronzo  | 3º posto              |
| Verde   | Finito a punti        |
| Blu     | Finito senza punti    |
| Viola   | Ritirato (Rit)        |
| Viola   | Non classificato (NC) |
| Rosso   | Non qualificato (NQ)  |
| Nero    | Squalificato (SQ)     |
| Bianco  | Non partito (NP)      |
| Bianco  | Non ha gareggiato     |
| Bianco  | Infortunato (INF)     |
| Bianco  | Escluso (ES)          |
| Bianco  | Gara cancellata (C)   |